# Stefan Klee
Stefan Klee (* 7. August 1971 in Ludwigshafen am Rhein) ist ein deutscher Politiker (SPD).
Klee absolvierte eine Ausbildung zum Sozialversicherungsangestellten und wurde 1992 bei der AOK angestellt. Er trat 2001 der SPD bei. 2004 wurde er Kassierer des SPD-Stadtverbands Ludwigshafen und 2007 Beisitzer im Vorstand des SPD-Ortsvereins Ludwigshafen-Gartenstadt. 2009 rückte Klee für Jutta Steinruck, die in das Europäische Parlament gewählt wurde, als Abgeordneter im Wahlkreis 35 (Ludwigshafen am Rhein I) in den Landtag von Rheinland-Pfalz nach. Da er nicht erneut kandidierte, schied er 2011 wieder aus.